# 鈴木隆史
鈴木 隆史（すずき たかし、1949年6月21日 - ）は、日本の通産官僚、弁護士。大阪府出身。一般財団法人工業所有権協力センター理事長、特許庁長官、経済産業政策局長、経済産業省大臣官房長、貿易経済協力局長等を歴任。

## 人物
大阪府立大手前高等学校を経て、京都大学法学部に進み、在学中に司法試験合格。卒業後、通商産業省に入省。同期入省には、通商産業事務次官の望月晴文、同じく特許庁長官となった小川洋らがいる。その他に、北爪由紀夫（駐カタール大使、日本貿易保険理事、特許庁総務部長、東北大法卒）、羽山正孝（サハリン石油ガス開発社長、中小企業庁次長、京大法卒）、大井篤など。
大臣官房長、経済産業政策局長といった経済産業省の主流の役職を歴任し、事務次官の最有力候補と目されて、同期の望月と次官の座を争ったが、望月が資源エネルギー庁長官から次官へと異例の抜擢を受け、鈴木は特許庁長官に転ずることとなった。その後、政権が自民党政権から天下りを禁止するとする民主党政権に移行する寸前に、日本貿易保険理事長に天下りしたため、マスコミに取り上げられ社会的批判を受けた。

## 経歴
- 1972年（昭和47年）11月 - 司法試験合格
- 1973年（昭和48年）4月 - 通商産業省入省。重工業局重工業課属。
- 1975年2月 資源エネルギー庁石炭部産炭地域振興課総括係長
- 1975年9月 貿易局総務課総括係長
- 1977年9月 生活産業局紙業課総括班長
- 1979年9月 資源エネルギー庁公益事業部原子力安全審査課総括班長
- 1981年4月 生活産業局繊維製品課総括班長
- 1983年6月 通商政策局国際経済部国際経済課総括班長
- 1985年6月 貿易局総務課総括班長
- 1986年6月 経済企画庁調整局調整課総括班長
- 1987年6月 産業政策局総務課産業政策企画官
- 1988年（昭和63年）6月 - 石油公団ワシントン事務所長
- 1991年（平成3年）6月 - 貿易局輸出課長
- 1993年（平成5年）6月 - 中小企業庁計画部金融課長
- 1995年（平成7年）2月 - 通商政策局経済協力部経済協力課長
- 1996年（平成8年）8月 - 資源エネルギー庁公益事業部計画課長
- 1997年（平成9年）7月 - 中小企業庁長官官房総務課長
- 1998年（平成10年）6月 - 大臣官房秘書課長
- 2000年（平成12年）6月 - 大臣官房審議官（経済構造改革担当）
- 2001年（平成13年）1月 - 経済産業省大臣官房審議官（政策総合調整担当）
- 2001年（平成13年）7月 - 資源エネルギー庁次長
- 2002年（平成14年）7月 - 地域経済産業審議官
- 2003年（平成15年）7月 - 貿易経済協力局長
- 2004年（平成16年）6月 - 大臣官房長
- 2006年（平成18年）7月 - 経済産業政策局長
- 2008年（平成20年）7月11日 - 特許庁長官
- 2009年（平成21年）7月14日 - 特許庁長官退官
- 2009年（平成21年）8月1日 - 独立行政法人日本貿易保険理事長（- 2013年3月[4]）、特許庁顧問
- 2013年（平成25年）6月21日 - 一般財団法人工業所有権協力センター理事長[5]
- 2016年（平成28年） - 弁護士登録（第一東京弁護士会）。シティユーワ法律事務所入所[6]、東京大学協創プラットフォーム開発取締役[7]